# Castillo de Doonagore
El castillo de Doonagore es una casa torre circular del siglo XVI con un pequeño recinto amurallado, situada a un kilómetro de distancia aproximadamente de la localidad costera de Doolin, en el condado de Clare, Irlanda. Su nombre significa "el fuerte de las colinas redondeadas" o el "fuerte de las cabras"; se encuentra sobre una colina que domina Doolin Point y junto a un poste de radio más elevado, sirve de referencia a los navíos que se aproximan al embarcadero de Doolin. Actualmente el castillo es un hogar de vacaciones privado, sin posibilidad de acceso para el público.
Mientras que el castillo fue construido por Tadgh MacTurlough MacCon O'Connor con piedra extraída de la cantera de Trá Leachain durante el siglo XIII, la actual estructura data del siglo XVI. Fue otorgada a sir Turlough O'Brien de Ennistymon, una localidad vecina a Doolin, en 1582. En 1588, durante la retirada de la Armada Invencible tras su intento fallido de invadir Inglaterra, 170 supervivientes de un naufragio fueron capturados por el sheriff del condado de Clare, Boetius MacClancy, ahorcados en el castillo y enterrados en un túmulo cercano a Doolin llamado Cnocán an Crochaire.
El castillo fue restaurado a principios de los años 1800, pero a mediados de siglo volvió a deteriorarse bajo el cuidado de la familia Nagle. En los años 1970 fue restaurado por el arquitecto Rex MacGovern de Lardner & Partners por encargo de un comprador estadounidense llamado O'Gorman, cuya familia sigue ocupando el castillo.